# Amsacta costalis
Amsacta costalis är en fjärilsart som beskrevs av Walker 1864. Amsacta costalis ingår i släktet Amsacta och familjen björnspinnare. Inga underarter finns listade i Catalogue of Life.